# Forze armate dell'Africa Orientale Italiana
Le Forze armate dell'Africa Orientale Italiana, abbreviate FF.AA. "A.O.I.", vennero istituite il 12 settembre 1936, a seguito della creazione dell'Impero dell'Africa Orientale Italiana, dal Consiglio dei Ministri che approvò il relativo ordinamento. Spina dorsale del corpo fu l'unione tra il Regio corpo truppe coloniali d'Eritrea e il Regio corpo truppe coloniali della Somalia italiana, oltre ai reparti italiani.
Le FF.AA. "A.O.I." vennero sciolte nel 1941 a seguito della Campagna dell'Africa Orientale Italiana che portò all'occupazione inglese dei possedimenti italiani nel corno d'Africa.

Bandiera di stato del Regno d'Italia e delle colonie

## Storia

### 1937
Alla fine del 1937 era così composto:
- Stato maggiore dal quale dipendono gl'ispettorati dell'artiglieria, del genio, delle Camicie nere e il direttore superiore dei servizî.
- comando truppe del governatorato di Addis Abeba, alle dirette dipendenze del viceré;
- 5 comandi truppe dei governi dell'Eritrea (Asmara), dell'Amara (Gondar), dei Galla e Sidamo (Gimma), dell'Harar (Harar) e della Somalia (Mogadiscio);
- truppe d'Africa (metropolitane), dipendenti o dal viceré o dai governatori;
- truppe coloniali (indigene).

Fanno parte delle truppe del governatorato di Addis Abeba: 1 divisione "Granatieri di Savoia" (2 reggimenti fanteria, 1 reggimento artiglieria), 1 reparto speciale Camicie nere, 1 reggimento genio.
Le truppe dislocate nei cinque governi ammontano complessivamente a: 5 legioni Camicie nere, 7 compagnie di artiglieria (di presidio nei varî centri fortificati), 4 gruppi di artiglieria motorizzata, 2 batterie Camicie nere per la difesa costiera (Somalia ed Eritrea), reparti del genio, 16 brigate indigene, servizî.
I battaglioni che compongono le legioni camicie nere sono motorizzati (2 compagnie autocarrate, 1 compagnia autoblinde e 1 compagnia carri veloci).
La brigata indigena è composta da 4 battaglioni (3 compagnie fucilieri e una compagnia mitraglieri), 1 batteria da 65/17 e 2 batterie mortai da 81, 1 compagnia genio; in alcune brigate uno dei battaglioni è sostituito da un gruppo di cavalleria su due squadroni.
In totale le forze terrestri dell'Africa Orientale Italiana ammontavano a: 2500 ufficiali, 1600 sottufficiali, 21.000 nazionali e 43.000 indigeni.

### 1940

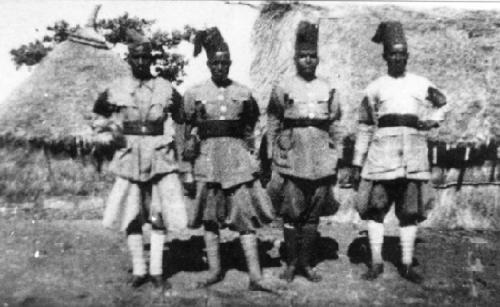
Polizia militare coloniale in AOI nel 1939

Allo scoppio della seconda guerra mondiale poteva contare su due divisioni, la 65ª Divisione fanteria "Granatieri di Savoia", con i reggimenti 10º e 11º e la Divisione fanteria "Cacciatori d'Africa", con i reggimenti di fanteria 210º "Bisagno" e 211º "Pescara". A questi si aggiunsero venticinque battaglioni di Camicie Nere per complessivi 26 000 uomini, svariati gruppi di artiglieria autonoma sia nazionale che coloniale, 24 carri medi M11/39, 39 carri leggeri CV33, sei squadriglie autoblindo Lancia 1ZM e una di autoblindo Fiat 611 e trentacinque Brigate coloniali.
Dopo la conquista dell’impero, il primo ordinamento del 1937 prevedeva 16 brigate (da 1 a 14 in Eritrea ed Etiopia, 91 e 92 in Somalia) e cioè dislocate 3 in Eritrea, 4 nell'Amhara, 4 nel Galla e Sidama, 3 nell'Harar, 2 in Somalia.
Queste prime 16 Brigate comprendevano 58 Battaglioni di fanteria e 5 Gruppi squadroni di Cavalleria, in pratica 10 di esse erano costituite da 4 Battaglioni di fanteria, 5 di esse erano costituite da 3 Battaglioni di fanteria e 1 Gruppo squadroni, 1 di esse da soli 3 Battaglioni di fanteria.
Nel 1938 le brigate furono portate a 22 (da 1 a 20 in Eritrea ed Etiopia, 91 e 92 in Somalia) e cioè dislocate 5 nello Scioa, 4 in Eritrea, 4 nell'Amhara, 4 nel Galla e Sidama, 3 nell'Harar, 2 in Somalia.
Nel 1939 le brigate furono portate a 23 (da 1 a 21 in Eritrea ed Etiopia, 91 e 92 in Somalia) e cioè dislocate 5 nello Scioa, 4 in Eritrea, 5 nell'Amhara, 4 nel Galla e Sidama, 3 nell'Harar, 2 in Somalia.
All'inizio del 1940 le brigate furono portate a 25 (da 1 a 23 in Eritrea ed Etiopia, 91 e 92 in Somalia) e cioè dislocate 5 nello Scioa, 4 in Eritrea, 6 nell'Amhara, 5 nel Galla e Sidama, 3 nell'Harar, 2 in Somalia.
A causa dello scoppio del conflitto mondiale, con la successiva mobilitazione ne furono ottenute altre 10: 25, 41-45, 61, 70, 85-86 (25, 41-45 mobilitate in Eritrea, 61 mobilitata nello Scioa, 70 mobilitata in Harar, 85-86 mobilitate in Galla Sidama).
La mobilitazione diede in tutto 42 Battaglioni, di cui 19 mobilitati in Eritrea, 3 in Harar, 3 in Scioa, 10 in Galla e Sidama, 7 in Somalia.
In totale si trattava di quasi seimila ufficiali, 68 000 uomini di truppa nazionale e 188.000 uomini di truppa locale.

### Comando
COMANDO SUPERIORE FF.AA. "A.O.I." (Gen. Duca Amedeo d'Aosta, Addis Abeba)
- SCACCHIERE NORD (Gen. Luigi Frusci, Asmara)
  - Comando truppe dell’Eritrea
    - V Brigata coloniale
    - VIII Brigata coloniale
    - XII Brigata coloniale
    - Sezione autoblindo "Eritrea"

  - Comando truppe dell’Amhara
    - III Brigata coloniale
    - IV Brigata coloniale
    - XIX Brigata coloniale
    - XXI Brigata coloniale
    - XXII Brigata coloniale
    - Sezione autoblindo "Amhara"
- SCACCHIERE EST (Gen. Guglielmo Nasi, Addis Abeba)
  - Comando truppe dello Scioa 
    - XX Brigata coloniale
    - XXIII Brigata coloniale
    - Gruppo battaglioni CC.NN. d’Africa
    - Sezione autoblindo "Scioa"

  - Comando truppe dell’Harar
    - XIII Brigata coloniale
    - XIV Brigata coloniale
    - XV Brigata coloniale
    - XVII Brigata coloniale
    - 1ª Squadriglia autoblindo
    - Sezione autoblindo "Harar"
- SCACCHIERE SUD e Comando truppe del Galla e Sidama (Gen. Pietro Gazzera, Gimma)
  - I Brigata coloniale
  - IX Brigata coloniale
  - X Brigata coloniale
  - XVIII Brigata coloniale
  - XXV Brigata coloniale
  - Sezione autoblindo “Galla e Sidama”
- SETTORE AUTONOMO GIUBA (Gen. Gustavo Pesenti, Mogadiscio)
  - XCI Brigata coloniale
  - XCII Brigata coloniale
  - Sezione autoblindo “Giuba”
- RISERVA GENERALE (Gen. Claudio Trezzani, Addis Abeba)
  - 40ª Divisione fanteria "Cacciatori d’Africa"
  - 65ª Divisione fanteria "Granatieri di Savoia"
  - II Brigata coloniale
  - VI Brigata coloniale
  - VII Brigata coloniale
  - XI Brigata coloniale
  - XVI Brigata coloniale
  - XLI Brigata coloniale
  - LXXXV Brigata coloniale
  - 1ª Compagnia speciale carri leggeri
  - 2ª Compagnia speciale carri leggeri